# Нижнее Бобино
Нижнее Бобино (баш. Түбәнге Бобин) — село в Мечетлинском районе Республики Башкортостан Российской Федерации. Входит в состав Малоустьикинского сельсовета.

## География

### Географическое положение
Расстояние до:
- районного центра (Большеустьикинское): 14 км,
- центра сельсовета (Малоустьикинское): 9 км,
- ближайшей ж/д станции (Красноуфимск): 122 км.

## История
Нижнее Бобино было основано в 1806 году русскими крестьянами из Красноуфимского уезда Пермской губернии.
В 1906 году в селе были зафиксированы церковь (построена в 1901 году), две кузницы, маслобойка, водяная мельница, хлебозапасный магазин, земская и церковноприходская школа, бакалейная лавка
В 1978 году в состав села вошёл хутор Аскаровка.

## Экономика
В экономике села развиты животноводство и полеводство. Здесь работает сельскохозяйственный производственный кооператив «Ленинский», основные направления его деятельности — растениеводство и животноводство.

## Население
| 1939 | 1959 | 1970 | 1979 | 1989 | 2002 | 2009 |
| ---- | ---- | ---- | ---- | ---- | ---- | ---- |
| 347  | ↗365 | ↘349 | ↗409 | ↗494 | ↗641 | ↘602 |
| 2010 |      |      |      |      |      |      |
| ↗643 |      |      |      |      |      |      |

Национальный состав
Согласно всероссийской переписи 2002 года, преобладающая национальность — русские (82 %).